# McMullen County
McMullen County är ett administrativt område i delstaten Texas, USA, med 707 invånare (2010). Den administrativa huvudorten (county seat) är Tilden.

## Geografi
Enligt United States Census Bureau har countyt en total area på 2 960 km². 2 883 km² av den arean är land och 78 km² är vatten. 

### Angränsande countyn
- Atascosa County - norr
- Live Oak County - öster
- Duval County - söder
- Webb County - sydväst
- La Salle County - väster
- Frio County - nordväst